# 宮尾しげを
宮尾 しげを（みやお しげお、1902年（明治35年）7月24日 - 1982年（昭和57年）10月2日）は、日本の漫画家、江戸風俗研究家。

## 略歴
東京出身。本名は重男。生家は士族商法の鼈甲細工師であった。精美中学校を卒業。
17才の時岡本一平に師事。東京毎日新聞社を経て、大正11年（1922年）東京毎夕新聞社に入社。
1922年「東京毎夕新聞」（10月16日）に子供向け物語漫画「漫画太郎」を連載してデビュー。代表作は「団子串助漫遊記」。戦時中より江戸の庶民文化を研究、戦後はこれに専念した。
日本民謡協会理事長、日本民俗芸能協会理事、日本浮世絵協会理事、国立劇場専門委員、文化財保護審議会専門委員などを歴任した。その他、日本漫画家協会名誉会員、日本浮世絵協会・日版会の理事などをつとめた。
日本文芸家協会・日本民俗学会・日本近世文学会・日本演劇学会・日本風俗史学会等の会員でもあった。

## 親族
演劇研究家の宮尾慈良、近世文芸研究家の宮尾與男はともに子だが同年である。

## 受賞
- 1965年、社会教育功労賞[1]。
- 紫綬褒章〔昭和44年〕[2]
- 東京都文化賞〔昭和49年〕[2]
- 勲四等旭日小綬章〔昭和50年〕[2]

## 漫画・漫文
- 『西遊記』婦女界社、1925
- 『団子串助漫遊記』講談社、1925
- 『風来国』草文社、1926
- 『一休さアんと珍助 漫画と漫文』草文社、1927
- 『輕飛輕助 漫畫物語』大日本雄辯會講談社、1927
- 『悟空東遊記』草文社、1927
- 『その後の文福茶釜』草文社、1927
- 『漫画ゐだてん五郎』草文社、1928
- 『坂田の金時』磯部甲陽堂、1928
- 『猿飛佐助漫遊記』磯部甲陽堂、1928
- 『てけ天てれ助』磯部甲陽堂、1928
- 『忍術天地丸』磯部甲陽堂、1928
- 『漫画日本水滸画伝』草文社、1928
- 『ヨタと冗談 小咄漫画』磯部甲陽堂、1929
- 『漫画のお祭』大日本雄辯會講談社、1931
- 『あっぱれ無茶修行 動く漫画』婦女界社、1932
- 『どんどこ天狗』集英社、1932
- 『○□サン・ゝ助サン』大日本雄辯會講談社、1933
- 『文福狸吉』公文館、1947
- 『猫も笑ふ 1』公文館 笑話の泉、1948
- 『水戸黄門とたりない茂作』公文館、1948
- 『ゝゝゝ助』世界社、1949
- 『日の丸太郎』世界社、1949

### 著書
- 『手と足 文楽人形図譜』壬生書院、1939
- 『支那街頭風俗集』実業之日本社、1939
- 『画と文　四国遍路』鶴書房、1943
- 『近世笑話文学』大東出版社、1943
- 『風流江戸小咄』正続 日本出版協同、1953‐54
- 『祭り風土記』住吉書店、1954
- 『旅に拾った話』朋文堂 旅窓新書 1955 のち中公文庫
- 『お好み江戸小ばなし』美和書院、1956
- 『風流お色小咄 粋人酔筆宮尾しげを集』住吉書店、1956
- 『風流小ばなし銘々録』美和書院、1956
- 『年中行事 今と昔』ダヴィッド社、1957
- 『新奥の細道』未来社、1959
- 『すし物語』井上書房、1960
- 『風流旅日記』えくらん社、1961
- 『日蓮の歩んだ道』第二書房、1962
- 『東京 昔と今』保育社カラーブックス、1963
- 『諸国祭礼行脚』修道社出版、1966
- 『風流吉原こばなし』高文社、1966
- 『図説文楽人形』中林出版、1967
- 『能と民俗芸能』桧書店、1967
- 『日本の民俗芸能』三村幸一撮影 鹿島研究所出版会、1968
- 『郷土芸能とお祭り』弘済出版社、1971
- 『寿し物語』自治日報社出版局、1972
- 『民家スケッチ紀行』淡交社、1973
- 『江戸川柳の味わい方』明治書院 味わい方叢書、1975
- 『芸能民俗学』伝統と現代社、1975
- 『郷土玩具はなし』駸々堂ユニコンカラー双書、1977
- 『地方狂言の研究』桧書店、1977
- 『絵でみる信州の祭りと行事』第一法規出版 1978
- 『日本の味名著選集 第2巻　鮨』東京書房社、1978
- 『諸国の祭と芸能』三省堂、1980
- 『宮尾しげをの本』宮尾与男、宮尾慈良編集 かのう書房、1984

1 文楽人形図譜
2　下タ町風物誌
3　新奥の細道
11　しげを漫画図鑑 1
- 『名所江戸百景』一立斎広重画 集英社、1992
- 『彩色中国看板図譜 一九三〇年代の街路風物』宮尾慈良,宮尾與男編注 国書刊行会、2004

### 編纂・校注
- 『校註黄表紙代表作選 第1期』高木好次共校註 江戸文化研究会、1932
- 『小噺再度目見得』第1期12冊 編 小噺頒布会、1930 - 34 doi:10.11501/1188687
- 『昭和川柳百人一句 初篇』編 小噺頒布会、1934
- 『昭和川柳百人一句』2編,終編 画並編 小咄研究会、1937 - 40
- 『風俗画報綜覧』編 三元社、1942
- 『をどりの小道具』小寺融吉、新井国次郎共著 能楽書林、1948
- 『東京都の郷土芸能』本田安次共著 一古堂書店、1954
- 『近世笑話本集』編 古典文庫 近世文芸資料、1955
- 『東京そのむかし 珍しい写真集』編 アソカ書房、1955
- 『日本の郷土芸能と行事 アルバム』編 未来社、1955
- 『日本小話集』比企修共著 高文社、1956
- 『風俗画報索引』編 青蛙房、1959
- 『日本風流小咄集』編 第二書房 世界風流小咄選集、1960
- 『風流艶筆読本 色の道入門』清水正二郎、富田英三共著 第二書房、1961
- 『江戸歌舞伎団扇絵 元禄=延享篇』木村捨三共解説 井上書房、1962
- 『民謡歴史散歩』全4巻 池田弥三郎共編 河出書房新社、1961 - 62
- 『未翻刻絵入江戸小咄十二種』校註 近世風俗研究会、1966
- 『未翻刻絵入江戸小ばなし十種』校註 近世風俗研究会、1966
- 『日本の戯画 歴史と風俗』編著 第一法規出版、1967
- 『日本祭礼行事事典』編 修道社、1968
- 北斎『女の素描』解題 岩崎美術社、1969
- 『東京風土記 北』伊藤栄洪等共編 東京美術、1969
- 『鳥羽絵人物略画』解題 岩崎美術社、1969
- 『江戸庶民街芸風俗誌』木村仙秀共著 千葉出版、1970
- 『江戸小咄集』1‐2  編注 平凡社東洋文庫、1971
- 『秘籍江戸文学選 8　江戸風流小咄』校注 日輪閣、1975
- 『いろはにお江戸小咄づくし』編著 文元社、1984

## 参考
- コトバンク